# سیارک ۳۶۲۶
سیارک ۳۶۲۶ (به انگلیسی: 3626 Ohsaki، نامگذاری:1929PA) سه هزار و ششصد و بیست و ششمین سیارک کشف شده‌است که در ۴ اوت ۱۹۲۹ و در هایدلبرگ کشف شد.
قدر مطلق سیارک برابر ۱۲٫۱۰ است.